# 13 хвилин
«13 хвилин» — фільм-катастрофа 2021 року, написаний, режисером і продюсером Ліндсі Госслінг у її дебютному повнометражному фільмі, а в головних ролях — Трейс Едкінс, Тора Берч, Пітер Фачінеллі, Енн Гейч, Емі Смарт та Пас Вега.

## Сюжет
Чотири родини у вигаданому містечку Мінніннева в Оклахомі борються з незадокументованою імміграцією, скритим гомосексуалізмом, абортами та іншими проблемами до того, як величезний торнадо знищить місто, залишивши на своєму шляху смерть і руйнування. Після руйнувань мати (менеджер з надзвичайних ситуацій) та батько (відомий телеведучий) повинен реагувати на стихійне лихо, намагаючись знайти власну глуху доньку.

## У ролях
- Трейс Адкінс як Рік
- Янсі Аріас як Карлос
- Тора Берч як Джесс
- Токала Блек Елк у ролі Стіва
- Пітер Фачінеллі в ролі Бреда
- Енн Гечі в ролі Теммі
- Шейлі Менсфілд як Пейтон
- Вілл Пельц як Люк
- Деві Сантос як Даніель
- Емі Смарт як Кім
- Лора Спенсер у ролі Вікі
- Софія Васильєва в ролі Медді
- Пас Вега як Анна
- Еллісон Крістофаро в ролі Олівії
- Габріель Джаррет як Грег
- Джеймс Остін Керр у ролі Еріка

## Виробництво та теми
На початку фільму розповідається про підготовку людей до можливого торнадо. У фільмі почергове розповідається про чотири різні родини, кожна з яких паралельно розв'язує власні проблеми до того, як сталася катастрофа. Звертається увага на актуальні соціальні проблеми, як життя іммігрантів без документів, переривання абортів та релігійна нетерпимість . Фільм знімався в Оклахомі.

## Реліз
Перший обмежений прокат фільму відбувся 29 жовтня 2021 року компанією Quiver, потім його демонстрували в Об'єднаних Арабських Еміратах з 11 листопада 2021 року та в Португалії з 13 січня 2022 року. Він вийшов на VOD завдяки компанії Quiver 7 грудня 2021 року та компанії Signature Entertainment 17 січня 2022 року.

## Реакція

### Каса
«13 хвилин» зібрали 45 653 доларів США в Об'єднаних Арабських Еміратах та 21 760 доларів США в Португалії, а по всьому світові — 67 413 доларів США.

### Критика
На агрегаторі рецензій Rotten Tomatoes рейтинг схвалення фільму становить 27 % на основі 22 рецензій із середньозваженим рейтингом 4,3/10. На Metacritic фільм отримав оцінку 40 зі 100 на основі 5 критиків, що вказує на «змішані або середні відгуки». The Guardian поставив фільму середню оцінку, оскільки виявив, що сюжет ослаблений зручними поворотами долі проти негативно зображених персонажів. Рекс Рід для The New York Observer дав загальну позитивну рецензію, зазначивши, що «сюжет фільму інколи штучний у своїх зусиллях зберегти зв'язок між різними сюжетними лініями», але «відчутно виграє від переконливого внеску симпатичного акторського складу».